# Туккаевы
Тукка́евы (осет. Туккатæ) — осетинская фамилия.

## Антропонимика
1. Из осетинского (дигор. тукки) — ‘игральный камешек (в девичьей игре из 5 камешек)’.[1]
2. Фамилия Туккаевы образована от имени Тукай, диалектной формы мужского тюркского имени Тукай. Она, как и многие восточные имена состоит из двух частей. Первая из них восходит к древнетюркскому слову «тук» в значении «будь обеспечен пищей». Вторая часть ведёт своё начало от древнетюркского «ай» — «луна».
3. Однако некоторые учёные полагают, что имя Тукай в переводе с древнетюркского языка означает «место, поросшее лесом». Таким образом, потомок человека, которого звали Тукай, со временем получил фамилию Туккаев.[2]

## Происхождение
Неизвестно точное время появления дигорской фамилии Туккаевых, но по генеалогическим расчетам она существует как минимум два века. В середине XIX века представители фамилии переселились из Камунта в равнинное селение Христиановское (Дигора).

## Генеалогия
Родственной фамилией (осет. æрвадæлтæ) для Туккаевых являются Цаголовы.
Генетическая генеалогия
Туккаев — G2-P18 > G2a1a1a1a1a1a1a1a2a (Z7947)

## Посемейные списки
1863. Живущия на плоскости.
Аул Новомагометанский
7. Бале Тукаев
- сын его: Тазрет

Аул Новохристианский
118. Габис Токаев
- сыновья его: Алексей, Карасей, Дабан, Каспулат
  - у Алексея сын: Кавдин
- холопы: Тотырбек, Кикие

119. Батмурза Токаев
- сыновья его: Кавдин, Всадек, Саге
- брат его: Магомет
- племянники его: Хосцау, Дзахо

120. Машко Токаев
- сыновья его: Муртази, Сафа

## Известные носители
- Владимир Владимирович Туккаев — директор республиканского филиала Мариинского театра в РСО-Алания.
- Рустам Сосланович Туккаев (1974) — руководитель АМС Дигорского района республики Северная Осетия.[5]
- Соломон (Габуди) Алексеевич Туккаев (1857–1890) — осетинский учёный, автор этнографических статей, сподвижник В.Ф. Миллера.[6]
- Даниил Казбулатович Туккаев (16.03.1879 – 15.06.1915) — ротмистр 1-го Дагестанского конного полка, кавалер орденов Святого Станислава, Святой Анны и Святого Владимира, погиб во время Горлицкого прорыва.